# Cultura Dance
Cultura Dance es una revista digital Venezolana especializada en disc jockey, que se concentra en música electrónica, entre las más marcadas, de: House, Progressive, Dubstep y Trance. Está dirigida a productores, aspirantes a DJ, promotores y amantes de la música dance en general.
Da a conocer entrevistas, evaluaciones de nuevo material, tecnología para DJ y temas sobre música electrónica en general. Es conocida por la votación del Top Chart, las 10 canciones más populares de la música electrónica durante cada mes del año, se realiza desde 1999 a través de una encuesta en línea. Además publica una encuesta similar sobre los DJ y  Clubs más populares de cada año.  Además de realizar otra encuesta virtuales, la encuesta de los 100 mejores clubes a nivel mundial, el actual ganador del ~Top 100 DJs~ es Hardwell, y del ~Top 100 CLUBs~ es el club Green Valley que se encuentra en Camboriú, Brasil.

## Lista
La siguiente lista muestra el ranking de los veinte mejores disc jockeys según la revista digita Cultura Dance. Los principales DJ provienen desde los Países Bajos y de Suecia. También aparecen Daft Punk (#22), Bingo Players (#52), Vicetone (#60) y Martin Solveig (#77), entre otros.
| Puesto | Nombre                    | Nacionalidad   |
| ------ | ------------------------- | -------------- |
| 1      | Hardwell                  | Países Bajos   |
| 2      | Armin Van Buuren          | Países Bajos   |
| 3      | Avicii                    | Suecia         |
| 4      | Tiësto                    | Países Bajos   |
| 5      | David Guetta              | Francia        |
| 6      | Dimitri Vegas & Like Mike | Bélgica        |
| 7      | Nicky Romero              | Países Bajos   |
| 8      | Steve Aoki                | Estados Unidos |
| 9      | Afrojack                  | Países Bajos   |
| 10     | Dash Berlin               | Países Bajos   |
| 11     | Skrillex                  | Estados Unidos |
| 12     | Deadmau5                  | Canadá         |
| 13     | Alesso                    | Suecia         |
| 14     | W&W                       | Países Bajos   |
| 15     | Calvin Harris             | Escocia        |
| 16     | Nervo                     | Australia      |
| 17     | Above & Beyond            | Inglaterra     |
| 18     | Sebastian Ingrosso        | Suecia         |
| 19     | Axwell                    | Suecia         |
| 20     | Aly & Fila                | Egipto         |